# Stefan Wójcik
Stefan Wójcik (Cracovia, 11 maggio 1930 – 25 agosto 1984) è stato un cestista polacco.

## Carriera
Con la Polonia ha disputato due edizioni dei Campionati europei (1955, 1957).

## Palmarès
- Campionato polacco: 4

Wisła Cracovia: 1953-54, 1961-62, 1963-64, 1967-68
- Coppa di Polonia: 1

Wisła Cracovia: 1952